# Bertrand Traoré
Bertrand Isidore Traoré (Bobo-Dioulasso, 6 september 1995) is een Burkinees voetballer die veelal als rechtsbuiten wordt ingezet, maar zelf bij voorkeur als aanvallende middenvelder speelt. Hij verruilde  Villarreal in juli 2024 transfervrij voor Ajax. Hij is tevens de neef van Sjachtar Donetsk-spits Lassina Traoré.

## Clubcarrière

### Chelsea
In augustus 2010 haalde Chelsea hem voor de neus van Manchester United weg bij het Franse AJ Auxerre. Op 17 juli 2013 speelde hij zijn eerste wedstrijd met het eerste elftal, een oefenwedstrijd tegen Singha All Stars. Vier dagen later maakte hij zijn eerste doelpunt tegen Malaysian XI, een Maleisisch sterrenelftal. In diezelfde wedstrijd gaf hij een assist op Romelu Lukaku. Op 25 juli 2013 scoorde hij opnieuw tegen Indonesian All-Stars. Op 31 oktober 2013 tekende hij een professioneel contract bij Chelsea voor vierenhalf seizoen, geëffectueerd op 1 januari 2014. Op 2 januari 2014 werd bekend dat Traoré door Chelsea werd verhuurd aan Vitesse tot het einde van het seizoen 2013/14.

### Verhuur aan Vitesse
Op 26 januari 2014 maakte Traoré zijn debuut voor Vitesse, als invaller voor Lucas Piazon in de thuiswedstrijd tegen N.E.C. Zijn eerste doelpunt maakte Traoré op 29 maart 2014 tegen sc Heerenveen. Bij een 1–2 achterstand verving hij de Japanner Mike Havenaar; twintig minuten later maakte hij op aangeven van Christian Atsu de gelijkmaker. Ook in het seizoen 2014/15 verhuurde Chelsea Bertrand Traoré aan Vitesse; Traoré werd dit seizoen clubtopscorer met 13 treffers.

### Verhuur aan Ajax

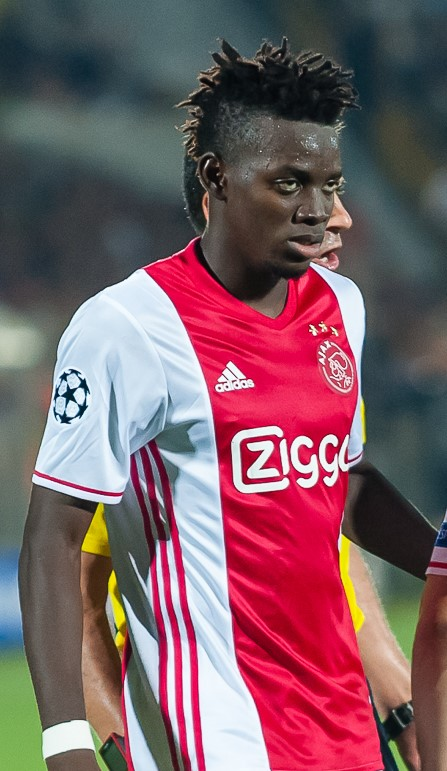
Traoré in 2016 met Ajax

Op 12 augustus 2016 werd bekend dat Traoré opnieuw in de Eredivisie werd gestald door Chelsea. Ditmaal bij Ajax dat de aanvaller voor een jaar huurde. Peter Bosz, trainer bij Ajax, werkte eerder bij Vitesse ook al samen met Traoré. Twee dagen later maakte Traoré al zijn debuut in een wedstrijd in de Eredivisie thuis tegen Roda JC Kerkrade (eindstand 2–2). Traoré verving na ruim een uur spelen Kasper Dolberg die de twee doelpunten van Ajax voor zijn rekening had genomen. In zijn zevende wedstrijd kwam Traoré voor Ajax tot scoren. Op 15 september 2016 maakte hij zijn eerste doelpunt in de UEFA Europa League-uitwedstrijd tegen Panathinaikos (2-1 winst). Traoré zorgde na een half uur spelen voor de gelijkmaker. Op 24 september 2016 maakte Traoré zijn eerste competitiedoelpunt voor Ajax. Dit gebeurde in een met 5-1 gewonnen wedstrijd tegen PEC Zwolle. Traoré nam de 4-1 voor zijn rekening. Met Ajax bereikte en speelde hij de Finale UEFA Europa League 2017, die werd verloren van Manchester United.

### Olympique Lyon
Traoré tekende in juni 2017 een contract tot medio 2022 bij Olympique Lyon, dat 10 miljoen euro voor hem betaalde aan Chelsea. In zijn eerste seizoen kwam hij tot 18 goals en 7 assists in 43 wedstrijden, zijn beste aantal in zijn carrière. Ook in zijn tweede seizoen haalde hij de dubbele cijfers wat betreft doelpunten. Hij scoorde elf goals en gaf vier assists. In totaal speelde Traoré 126 wedstrijden voor Lyon, waarin hij goed was voor 33 goals en zestien assists.

### Aston Villa
In september 2020 tekende Traoré een vierjarig contract bij Aston Villa. De transfersom zou € 18,4 miljoen bedragen. Hier was hij zijn eerste seizoen goed voor acht goals en zeven assists. In de anderhalf jaar die daarop volgde zou Traoré echter maar tot achttien wedstrijden en twee goals komen. 

### Verhuur aan Istanbul Başakşehir
In de winter van 2023 uitgeleend aan Istanbul Başakşehir, waar hij in achttien wedstrijden tot drie goals en één assist kwam. Vervolgens keerde hij terug bij Aston Villa, waar hij opnieuw een halfjaar slechts sporadisch in actie kwam.

### Villarreal
Op 1 februari 2024 werd bekend dat Aston Villa Traoré transfervrij zou laten vertrekken naar Villarreal, waar hij een contract tekende tot het einde van het seizoen. Dit was van korte duur.

### Ajax
In juli 2024 werd zijn terugkeer bij Ajax bekendgemaakt waarbij hij een tweejarig contract tekende. Bij zijn rentree scoorde hij met een invalbeurt tegen het Servische FK Vojvodina. Mede dankzij zijn treffer wist Ajax de derde voorronde van de UEFA Europa League te behalen.

## Clubstatistieken
| Seizoen | Club                  | Competitie       | Competitie | Competitie | Competitie | Beker | Beker | Beker | Internationaal | Internationaal | Internationaal | Totaal | Totaal | Totaal |
| Seizoen | Club                  | Competitie       | Wed.       | Dlp.       | Ass.       | Wed.  | Dlp.  | Ass.  | Wed.           | Dlp.           | Ass.           | Wed.   | Dlp.   | Ass.   |
| ------- | --------------------- | ---------------- | ---------- | ---------- | ---------- | ----- | ----- | ----- | -------------- | -------------- | -------------- | ------ | ------ | ------ |
| 2013/14 | → Vitesse             | Eredivisie       | 15         | 4          | 0          | 0     | 0     | 0     | —              | —              | —              | 15     | 3      | 0      |
| 2014/15 | → Vitesse             | Eredivisie       | 33         | 14         | 7          | 3     | 3     | 0     | —              | —              | —              | 36     | 17     | 7      |
| 2015/16 | Chelsea               | Premier League   | 10         | 2          | 1          | 4     | 2     | 0     | 2              | 0              | 0              | 16     | 4      | 1      |
| 2016/17 | → Ajax                | Eredivisie       | 24         | 9          | 2          | 0     | 0     | 0     | 15             | 4              | 4              | 39     | 13     | 6      |
| 2017/18 | Olympique Lyon        | Ligue 1          | 31         | 13         | 4          | 3     | 1     | 2     | 9              | 4              | 1              | 43     | 18     | 7      |
| 2018/19 | Olympique Lyon        | Ligue 1          | 34         | 7          | 2          | 6     | 3     | 1     | 8              | 1              | 1              | 48     | 11     | 4      |
| 2019/20 | Olympique Lyon        | Ligue 1          | 23         | 1          | 3          | 7     | 2     | 2     | 5              | 1              | 0              | 35     | 4      | 5      |
| 2020/21 | Aston Villa           | Premier League   | 36         | 7          | 7          | 2     | 1     | 0     | —              | —              | —              | 38     | 8      | 7      |
| 2021/22 | Aston Villa           | Premier League   | 9          | 0          | 0          | 1     | 0     | 0     | —              | —              | —              | 10     | 0      | 0      |
| 2022/23 | Aston Villa           | Premier League   | 8          | 2          | 0          | —     | 0     | 0     | —              | —              | —              | 8      | 2      | 0      |
| 2022/23 | → Istanbul Başakşehir | Süper Lig        | 12         | 2          | 1          | —     | —     | —     | 6              | 1              | 0              | 18     | 3      | 1      |
| 2023/24 | Aston Villa           | Premier League   | 2          | 0          | 0          | —     | —     | —     | 4              | 0              | 1              | 6      | 0      | 1      |
| 2023/24 | Villarreal            | Primera División | 10         | 1          | 0          | —     | —     | —     | —              | —              | —              | 10     | 1      | 0      |
| 2024/25 | Ajax                  | Eredivisie       | 7          | 3          | 2          | 0     | 0     | 0     | 6              | 1              | 2              | 0      | 0      | 0      |
| TOTAAL  | TOTAAL                | TOTAAL           | 252        | 64         | 29         | 26    | 12    | 5     | 55             | 11             | 8              | 328    | 88     | 42     |

## Interlandcarrière
Traoré debuteerde op 3 september 2011 als 15-jarige voor het nationale voetbalelftal van Burkina Faso. Op die dag speelde Burkina Faso een vriendschappelijke wedstrijd tegen Equatoriaal-Guinea. In deze wedstrijd die Burkina Faso met 1–0 wist te winnen kwam Traoré na 57 minuten spelen in het veld. Traoré nam met Burkina Faso deel aan het wereldkampioenschap voetbal onder 17 in 2009 en het Afrikaans kampioenschap onder 17 in 2011. Traoré maakte een doelpunt in de finale van dat toernooi tegen Rwanda, waardoor Burkina Faso het toernooi won. Hij maakte zijn debuut in het A-elftal op 9 februari 2011 in een oefeninterland tegen Kaapverdië. In augustus 2013 maakte hij zijn eerste doelpunt voor het Burkinees elftal in een vriendschappelijk duel tegen Marokko (1–2 winst).
| Interlands van Bertrand Traoré voor Burkina Faso | Interlands van Bertrand Traoré voor Burkina Faso | Interlands van Bertrand Traoré voor Burkina Faso | Interlands van Bertrand Traoré voor Burkina Faso | Interlands van Bertrand Traoré voor Burkina Faso | Interlands van Bertrand Traoré voor Burkina Faso | Interlands van Bertrand Traoré voor Burkina Faso |
| №                                                | Datum                                            | Wedstrijd                                        | Uitslag                                          | Soort wedstrijd                                  | Doelpunten                                       |                                                  |
| Als speler bij Chelsea                           | Als speler bij Chelsea                           | Als speler bij Chelsea                           | Als speler bij Chelsea                           | Als speler bij Chelsea                           | Als speler bij Chelsea                           | Als speler bij Chelsea                           |
| ------------------------------------------------ | ------------------------------------------------ | ------------------------------------------------ | ------------------------------------------------ | ------------------------------------------------ | ------------------------------------------------ | ------------------------------------------------ |
| 1.                                               | 3 september 2011                                 | Burkina Faso – Equatoriaal-Guinea                | 1 – 0                                            | Vriendschappelijk                                |                                                  |                                                  |
| 2.                                               | 8 oktober 2011                                   | Gambia – Burkina Faso                            | 1 – 1                                            | Kwalificatie African Cup 2012                    |                                                  |                                                  |
| 3.                                               | 9 januari 2012                                   | Gabon – Burkina Faso                             | 0 – 0                                            | Vriendschappelijk                                |                                                  |                                                  |
| 4.                                               | 30 januari 2012                                  | Soedan – Burkina Faso                            | 2 – 1                                            | African Cup 2012                                 |                                                  |                                                  |
| 5.                                               | 29 februari 2012                                 | Marokko – Burkina Faso                           | 2 – 0                                            | Vriendschappelijk                                |                                                  |                                                  |
| 6.                                               | 2 juni 2013                                      | Algerije – Burkina Faso                          | 2 – 0                                            | Vriendschappelijk                                | 0                                                |                                                  |
| 7.                                               | 9 juni 2013                                      | Niger – Burkina Faso                             | 0 – 1                                            | Kwalificatie WK 2014                             | 0                                                |                                                  |
| 8.                                               | 14 augustus 2013                                 | Marokko – Burkina Faso                           | 1 – 2                                            | Vriendschappelijk                                | 1                                                |                                                  |
| 9.                                               | 12 oktober 2013                                  | Burkina Faso – Algerije                          | 3 – 2                                            | Kwalificatie WK 2014                             | 0                                                |                                                  |
| 10.                                              | 19 november 2013                                 | Algerije – Burkina Faso                          | 1 – 0                                            | Kwalificatie WK 2014                             | 0                                                |                                                  |
| Als speler bij SBV Vitesse                       |                                                  |                                                  |                                                  |                                                  |                                                  |                                                  |
| 11.                                              | 5 maart 2014                                     | Burkina Faso – Comoren                           | 1 – 1                                            | Vriendschappelijk                                | 0                                                |                                                  |
| 12.                                              | 21 mei 2014                                      | Burkina Faso – Senegal                           | 1 – 1                                            | Vriendschappelijk                                | 0                                                |                                                  |
| 13.                                              | 6 september 2014                                 | Burkina Faso – Lesotho                           | 2 – 0                                            | Kwalificatie AK 2015                             | 0                                                |                                                  |
| 14.                                              | 11 oktober 2014                                  | Gabon – Burkina Faso                             | 2 – 0                                            | Kwalificatie AK 2015                             | 0                                                |                                                  |
| 15.                                              | 15 oktober 2014                                  | Burkina Faso – Gabon                             | 1 – 1                                            | Kwalificatie AK 2015                             | 0                                                |                                                  |
| 16.                                              | 19 november 2014                                 | Burkina Faso – Angola                            | 1 – 1                                            | Kwalificatie AK 2015                             | 0                                                |                                                  |
| 17.                                              | 10 januari 2015                                  | Burkina Faso – Swaziland                         | 5 – 1                                            | Vriendschappelijk                                | 1                                                |                                                  |
| 18.                                              | 13 januari 2015                                  | Burkina Faso – Botswana                          | 2 – 0                                            | Vriendschappelijk                                | 0                                                |                                                  |
| 19.                                              | 17 januari 2015                                  | Burkina Faso – Gabon                             | 0 – 2                                            | Afrikaans kampioenschap                          | 0                                                |                                                  |
| 20.                                              | 21 januari 2015                                  | Equatoriaal-Guinea – Burkina Faso                | 0 – 0                                            | Afrikaans kampioenschap                          | 0                                                |                                                  |
| 21.                                              | 25 januari 2015                                  | Congo-Brazzaville – Burkina Faso                 | 2 – 1                                            | Afrikaans kampioenschap                          | 0                                                |                                                  |
| 22.                                              | 6 juni 2015                                      | Burkina Faso – Kameroen                          | 2 – 3                                            | Vriendschappelijk                                | 0                                                |                                                  |

Bijgewerkt t/m 6 juni 2015.

## Erelijst
Als speler
| Competitie                         | Winnaar               | Winnaar               | Runner-up             | Runner-up             | Derde                 | Derde                 |
| Competitie                         | Aantal                | Jaren                 | Aantal                | Jaren                 | Aantal                | Jaren                 |
| Burkina Faso onder 17              | Burkina Faso onder 17 | Burkina Faso onder 17 | Burkina Faso onder 17 | Burkina Faso onder 17 | Burkina Faso onder 17 | Burkina Faso onder 17 |
| ---------------------------------- | --------------------- | --------------------- | --------------------- | --------------------- | --------------------- | --------------------- |
| CAF Africa Cup of Nations onder 17 | 1x                    | 2011                  |                       |                       |                       |                       |

Individueel
| UEFA Europa League Team van het Toernooi | 1x | 2016/17 |